# Quvenzhané Wallis
Quvenzhané Wallis (Houma, 28 agosto 2003) è un'attrice statunitense.
Nel gennaio 2013, all'età di nove anni, ottiene una candidatura all'Oscar alla miglior attrice per il film Re della terra selvaggia, entrando nella storia del cinema come l'attrice più giovane ad essere candidata alla statuetta. Per lo stesso film ha vinto il National Board of Review e il Satellite Award. È inoltre apparsa nel pluripremiato film 12 anni schiavo (2013) e in Padri e figlie (2015).
Nel 2014 è la protagonista del remake Annie - La felicità è contagiosa, da cui riceve la candidatura al Golden Globe per la migliore attrice in un film commedia o musicale.

## Biografia
Nata in Louisiana, figlia di Qulyndreia, un'insegnante, e Venjie Wallis, Sr., camionista, ha tre fratelli, Qunyquekya, Venjie Jr. e Vejon. La prima parte del suo nome, "Quven", è l'unione dei nomi dei suoi genitori, mentre "zhané" significa fata in lingua swahili. Ha frequentato la Hounduras Elementary School di Houma, Louisiana.
All'età di cinque anni si presenta ad un provino per il ruolo da protagonista nel Re della terra selvaggia, mentendo sulla propria età, visto che l'età minima richiesta era di sei anni. La Wallis batte oltre 4.000 candidate al ruolo di Hushpuppy, un'indomabile bambina che vive assieme al padre in una sperduta comunità della Louisiana. Il regista del film, Benh Zeitlin, ha dichiarato di aver capito subito di aver scoperto quello che stava cercando, e ha cambiato lo script del film per dare spazio alla personalità della sua giovane protagonista.
Re della terra selvaggia viene presentato in anteprima al Sundance Film Festival nel gennaio 2012, ottenendo recensioni entusiastiche e vincendo il Gran Premio della Giuria. Successivamente la Wallis partecipa alla presentazione del film al Festival di Cannes 2012, dove vince il premio Caméra d'or per il miglior film. A livello individuale la Wallis ha ottenuto diversi riconoscimenti per la sua interpretazione, tra i premi come miglior attrice rivelazione dei National Board of Review Awards e Satellite Awards e una candidatura all'Oscar come migliore attrice.
Nel 2013 partecipa al film 12 anni schiavo del regista britannico Steve McQueen. L'anno successivo è protagonista del film Annie - La felicità è contagiosa.

## Filmografia

### Attrice

#### Cinema
- Re della terra selvaggia (Beasts of the Southern Wild), regia di Benh Zeitlin (2012)
- 12 anni schiavo (12 Years a Slave), regia di Steve McQueen (2013)
- Annie - La felicità è contagiosa (Annie), regia di Will Gluck (2014)
- Padri e figlie (Fathers and Daughters) regia di Gabriele Muccino (2015)
- Breathe, regia di Stefon Bristol (2024)

#### Televisione
- Black-ish – serie TV, 5 episodi (2019)
- Swagger – serie TV, 10 episodi (2021)
- American Horror Stories – serie TV, episodio 2x05 (2022)

### Doppiatrice
- The Prophet, registi vari (2014)
- Trolls, regia di Walt Dohrn e Mike Mitchell (2016)

## Riconoscimenti
- 2013 – Premio Oscar
  - Candidatura alla miglior attrice per Re della terra selvaggia
- 2012 – National Board of Review Award
  - Miglior attrice rivelazione per Re della terra selvaggia
- 2012 – Satellite Award
  - Newcomer Award per Re della terra selvaggia
- 2012 – Chicago Film Critics Association Award
  - Miglior interpretazione promettente per Re della terra selvaggia
- 2012 – New York Film Critics Online
  - Miglior attrice rivelazione per Re della terra selvaggia
- 2013 – Washington DC Area Film Critics Association Award
  - Miglior interpretazione giovanile per Re della terra selvaggia
- 2015 – Young Artist Award[4]
  - Miglior performance in un film – Giovane attrice protagonista per Annie - La felicità è contagiosa (Annie)

## Doppiatrici italiane
- Vittoria Bartolomei in Annie - La felicità è contagiosa, Padri e figlie
- Giorgia Ionica in Re della terra selvaggia
- Veronica Cuscusa in Swagger
- Chiara Fabiano in American Horror Stories
- Lucrezia Marricchi in Breathe